# Джонатан Вівер
Джонатан Вівер (англ. Jonathan Weaver; народився 20 січня 1977 у м. Сандерленд, Англія) — британський хокеїст, захисник. 
Виступав за «Дарем Воспс», «Ньюкасл Джетерс», «Манчестер Сторм», «Міссісіпі Сі-Вулвз» «Детройт Вайперс» (ІХЛ), «Ейр Скоттіш-Іглз», «Галл Тандер», «Файф Флаєрс», «Ньюкасл Вайперс», «Ковентрі Блейз», «Ноттінгем Пантерс», «Телфорд Тайгерс».
У складі національної збірної Великої Британії учасник чемпіонатів світу 1999 (група B), 2001 (дивізіон I), 2002 (дивізіон I), 2003 (дивізіон I), 2005 (дивізіон I), 2007 (дивізіон I), 2008 (дивізіон I), 2009 (дивізіон I), 2010 (дивізіон I) і 2011 (дивізіон I). У складі молодіжної збірної Великої Британії учасник чемпіонатів світу 1995 (група C), 1996 (група C) і 1997 (група C).
Чемпіон БЕХЛ (2008, 2010).